# Новосокољники
Новосокољники (рус. Новосокольники) насељено је место са административним статусом града на западу европског дела Руске Федерације. Налази се у јужном делу Псковске области и административно припада Новосокољничком општинском рејону чији је уједно и административни центар. Основан је 1901. године, а статус града има од 1925. године.
Према проценама националне статистичке службе за 2016. у граду је живело 7.468 становника.

## Географија
Град Новосокољники налази се у јужном делу Бежаничког побрђа на надморској висини од 135 m. Кроз град протиче речица Мали Удрај. Град се налази на око 287 километара југоисточно од административног центра области Пскова.
Важно је железничко раскршће кроз које пролазе железничке пруге Москва−Рига и Санкт Петербург−Кијев.

## Историја
Савремени град Новосокољники развио се из истоимене железничке станице основане 1901. године на траси Московско-виндавско-рибинске железнице, а новоосновано насеље име је добило по оближњем селу Сокољники. Због свог саобраћајног значаја насељу је одлуком обласних власти 6. јуна 1925. додељен званичан административни статус града.
Током Другог светског рата град је био под нацистичком окупацијом од 25. јула 1941. до 29. јануара 1944. године.

## Демографија
Према подацима са пописа становништва 2010. у граду је живело 9.029 становника, док је према проценама националне статистичке службе за 2016. град имао 7.468 становника.
| 1939. | 1959. | 1970. | 1979.  | 1989.  | 2002. | 2010. | 2016. |
| ----- | ----- | ----- | ------ | ------ | ----- | ----- | ----- |
| 9.000 | 9.478 | 9.732 | 10.755 | 10.689 | 9.757 | 9.029 | 7.468 |